# Distribus
Distribus ist der öffentliche Busbetrieb in der ehemaligen Communauté d’agglomération des Trois Frontières im Département Haut-Rhin.

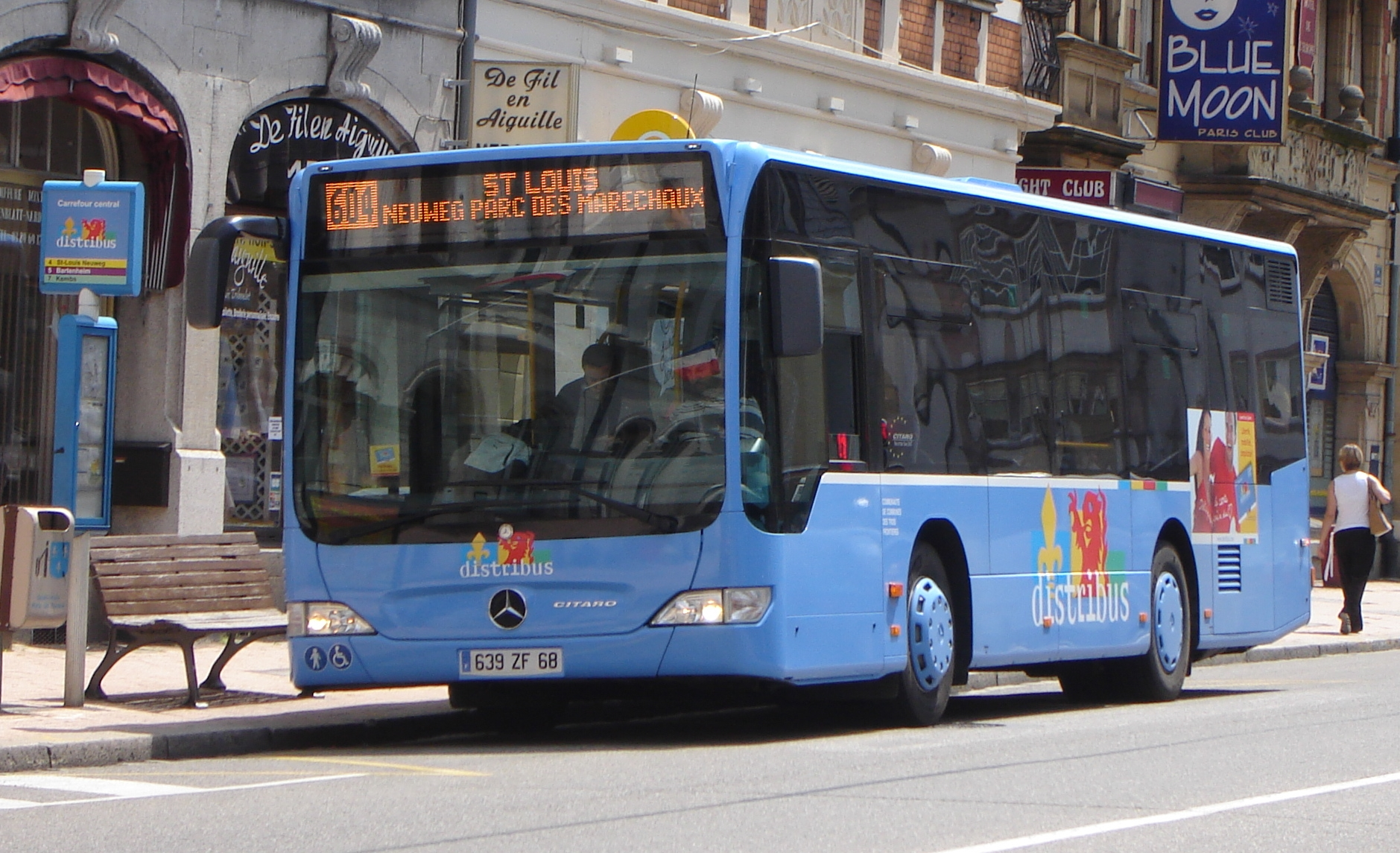
Haltestelle und Bus der Linie 604 in St-Louis

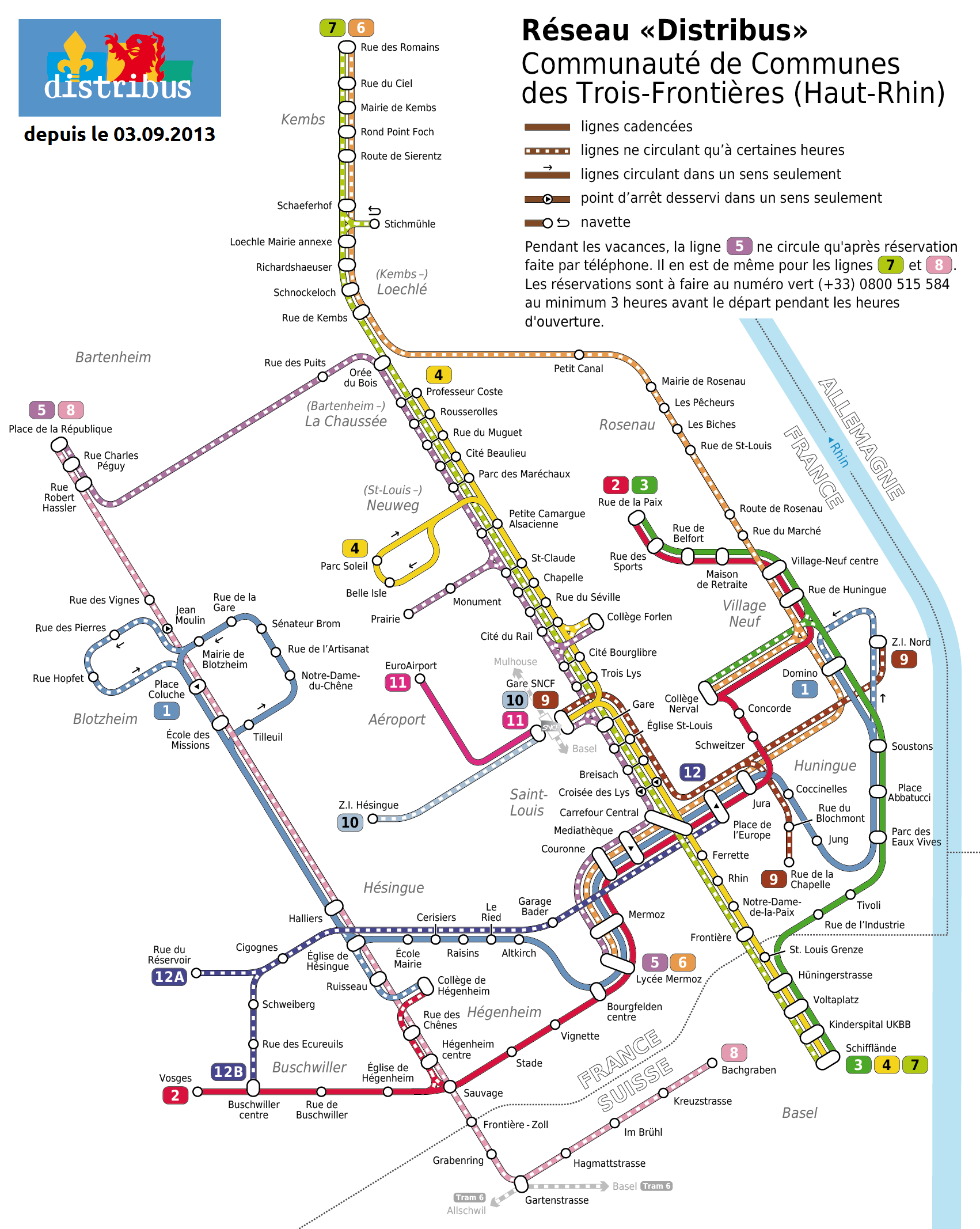
Streckennetz (2013)

Der Betrieb aus Saint-Louis (Haut-Rhin) wurde 2014 gegründet und betreibt zwölf Buslinien mit einem Streckennetz von insgesamt 81,6 Kilometern mit 124 Haltestellen, wovon einige in der benachbarten Schweiz liegen.
Eine Beförderung ohne Grenzübertritt, also zwischen Haltestellen, die ausschließlich auf Basler Gebiet liegen, fällt unter das Schweizer Kabotageverbot und ist nicht erlaubt.
Eingesetzt wurden 27 Fahrzeuge von EvoBus. Im Jahr 2014 wurden 2,5 Mio. Fahrgäste befördert.